# Микрантес ястребинколистный
Микрантес ястребинколи́стный (лат. Micranthes hieraciifolia) — многолетнее травянистое растение, вид рода Микрантес (Micranthes) семейства Камнеломковые (Saxifragaceae). Часто встречается под базионимом камнело́мка ястребинколи́стная (лат. Saxifrága hieraciifólia), поскольку изначально растение относили к роду Камнеломка (Saxifraga).

## Ботаническое описание

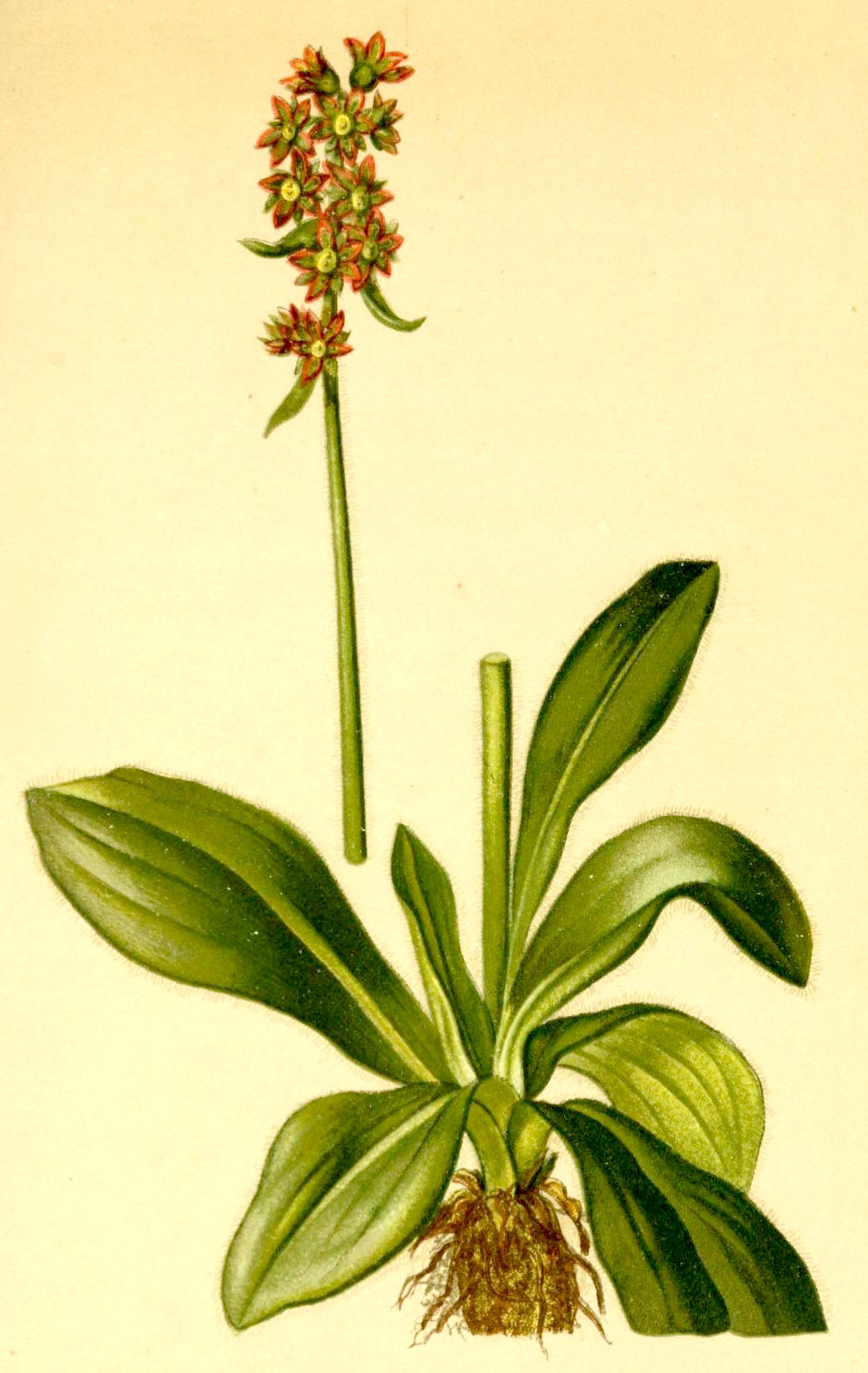
Ботаническая иллюстрация Антона Хардингера из книги Atlas Alpenflora. 1882

Многолетнее травянистое розеточное растение высотой от 10 до см.
Листья мясистые, мелкозубчатые, ромбовидной формы.
Цветки невзрачные, зеленоватого цвета. Цветёт в июле — августе.
Плод — коробочка.

## Распространение и среда обитания
Произрастает в тундре, ольховниках, ивняках, на лугах.
Распространена в Скандинавии, Центральной Европе, Северной Америке.
В России обитает на Дальнем Востоке, в Сибири и европейской части.

## Значение и применение
Хорошо поедается северным оленем (Rangifer tarandus).

## Синонимы
По данным The Plant List камнеломка ястребинколистная имеет следующие синонимы:
- Micranthes hieraciifolia (Waldst. & Kit. ex Willd.) Haw., 1821
- Saxifraga nivalis var. racemosa R.Townson, 1800
- Saxifraga racemosa (R.Townson) Simonk., 1897